# Hammershot
Le hammershot ("frappe du marteau" en anglais) est un geste technique de volley-ball qui consiste à frapper le ballon avec les deux poings au-dessus de la tête. Il permet une attaque franche et rapide et constitue la meilleure alternative à une attaque normale pieds au sol.
Ce geste spectaculaire a fait son apparition récemment dans le volley-ball masculin. Il est de plus en plus utilisé dans les équipes masculines professionnelles et il a été popularisé notamment par le joueur international polonais Fabian Devocki[réf. nécessaire].